# آندره دوبوس سوم
آندره دوبوس سوم (انگلیسی: Andre Dubus III؛ زادهٔ ۱۱ سپتامبر ۱۹۵۹) نویسنده، و رمان‌نویس اهل ایالات متحده آمریکا است.او عضو بخشی از دانشگاه ماساچوست در لوول است.
وی همچنین برندهٔ جوایزی همچون کمک‌هزینه گوگنهایم شده‌است.